# Jean Chazy
Jean Chazy, né le 15 août 1882 à Villefranche-sur-Saône et mort le 9 mars 1955 en son domicile dans le 6e arrondissement de Paris, est un mathématicien français spécialisé dans l'étude du mouvement des corps célestes. Il soutint en 1910 sa thèse, relative aux « équations différentielles du troisième ordre et d'ordre supérieur dont l'intégrale générale a ses points critiques fixes ».

## Biographie
Jean, François Chazy naît le 15 août 1882, à Villefranche-sur-Saône, (Rhône). Il est le fils de Claude Chazy et de son épouse Claudine, née Genetton.
Maître de conférences en mécanique générale puis professeur de mathématique générales (1911-1920) puis d'analyse (1920-1925) à la faculté des sciences de Lille, il assure également des cours de mécanique à l'Institut industriel du Nord (École centrale de Lille).
Membre du Bureau des longitudes, il étudia notamment le problème des trois corps (1913) ainsi que l'énigme de l'avance du périhélie de Mercure et sa résolution par la théorie de la relativité.
Il devint maître de conférences à l'École centrale des arts et manufactures, en sus de son cours à Lille.
Au début de la Première Guerre mondiale, il est mobilisé et sert, comme officier, dans une section de repérage. En mai 1918, il réussit à déterminer l'emplacement de la Grosse Bertha.
Le 1er mars 1925 il est chargé du cours de mathématiques générales à la Faculté des sciences de Paris. Le 1er novembre 1933 il est nommé maitre de conférences de calcul des probabilités et physique mathématique. Il obtient le titre de professeur sans chaire le 1er janvier 1934 puis est nommé professeur titulaire de la chaire de mécanique rationnelle de la Faculté des sciences de Paris le 1er novembre 1934.
Il fut élu à l'Académie des sciences (chaire d'astronomie, 1937).
Il est transféré dans la chaire de mécanique analytique et mécanique céleste de la Faculté des sciences de Paris en 1941, chaire qu'il conserve jusqu'en 1953.
Chazy meurt le 9 mars 1955, dans le 6e arrondissement de Paris (Seine).

## Honneurs et distinctions
Chazy est lauréat du grand prix des sciences mathématiques en 1912 puis du prix Benjamin-Valz en 1922 et du prix Pontécoulant en 1931.
Le 8 février 1937, il est élu membre de l'Académie des sciences, section d'astronomie,. Il est aussi membre de l'Académie royale des sciences, des lettres et des beaux-arts de Belgique, et de l'Académie roumaine, ainsi que membre correspondant de l'Académie des sciences du Pérou et de l'Institut de Coïmbra.

## Œuvres
- « Remarques sur les problèmes des deux corps et des trois corps », CRAS,‎ 1919.
- « Sur les singularités impossibles du problème des n corps », CRAS,‎ 1920.
- [Chazy 1922] « Sur l'allure du mouvement dans le problème des trois corps quand le temps croît indéfiniment », Annales scientifiques de l'École normale supérieure, 3e série, t. 39,‎ 1922, p. 29-130 (DOI 10.24033/asens.739, lire en ligne).
- « Sur la stabilité avec la loi du cube des distances », Bulletin astronomique,‎ 1920-21.
- « Sur les solutions isocèles du problème des trois corps », Bulletin astronomique,‎ 1920-21.
- « Sur les courbes définies par les équations différentielles du second ordre », CRAS et Bulletin astronomique,‎ 1920-21.
- « Sur la stabilité à la Poisson dans le problème des trois corps », CRAS,‎ 1920-21.
- « Sur la stabilité dans le problème des trois corps », CRAS,‎ 1920-21.
- La théorie de la relativité et la mécanique céleste (vol. 1, 1928 ; vol. 2, 1930), éd. Gauthier-Villars, Paris
- Cours de mécanique rationnelle. (2 vol., 1933 ; rééd. 1941-1942, 1948, 1952), éd. Gauthier-Villars, Paris
- Mécanique céleste: équations canoniques et variation des constantes (1953), Presses Universitaires de France, Coll. Euclide, Paris